# Saint-Barthélemy (Morbihan)
Saint-Barthélemy is een gemeente in het Franse departement Morbihan (regio Bretagne). De plaats maakt deel uit van het arrondissement Pontivy. De gemeente telde 1.182 inwoners op 1 januari 2022.

## Geografie
De oppervlakte van Saint-Barthélemy bedroeg op 1 januari 2022 21,9 vierkante kilometer; de bevolkingsdichtheid was toen 54 inwoners per km².

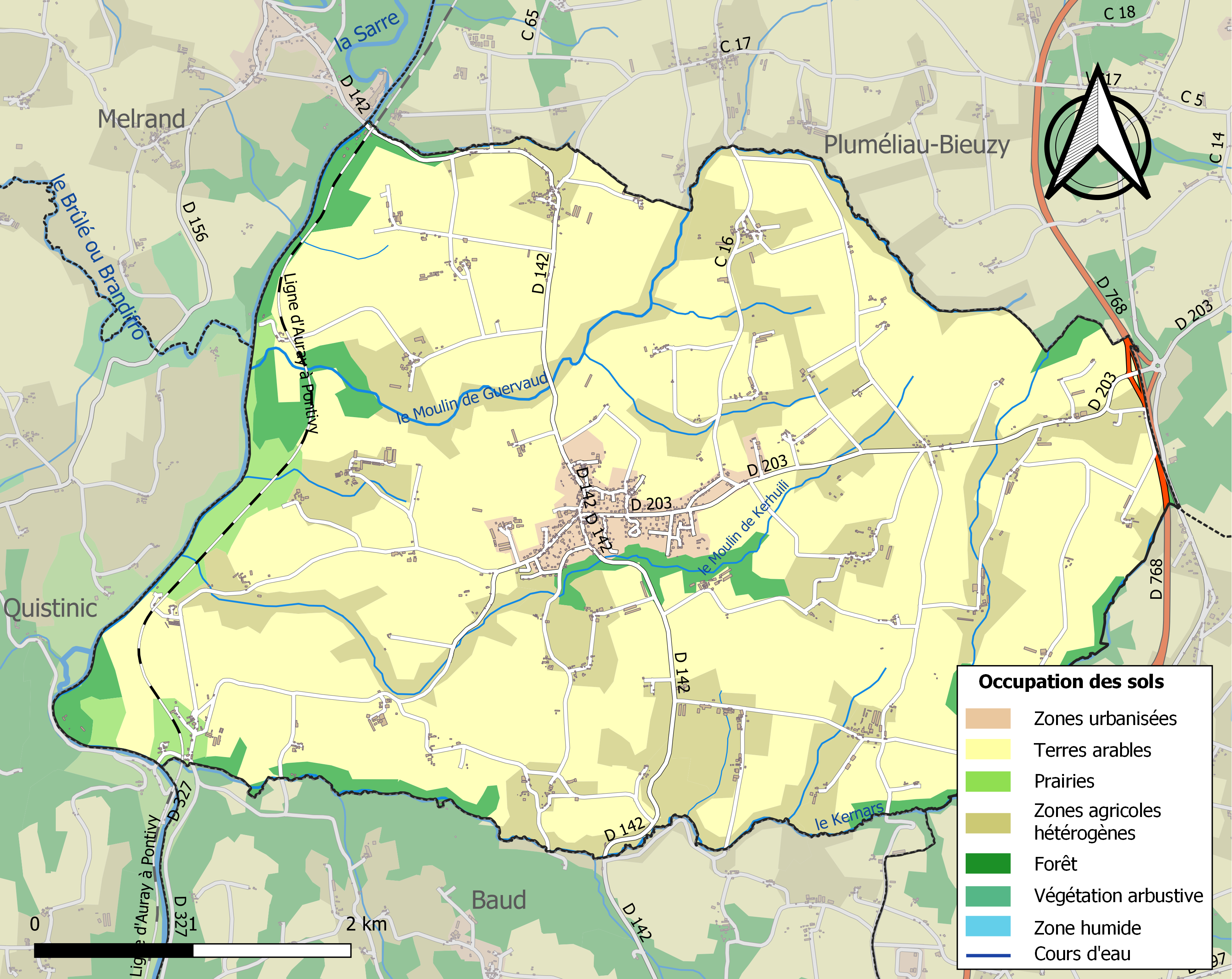
Kaart van de gemeente met de belangrijkste infrastructuur, bodemgebruik en omliggende gemeenten

## Demografie
Onderstaande figuur toont het verloop van het inwonertal (bron: INSEE-tellingen).